# Poecilosoma semirubra
Poecilosoma semirubra är en fjärilsart som beskrevs av Max Wilhelm Karl Draudt 1917. Poecilosoma semirubra ingår i släktet Poecilosoma och familjen björnspinnare. Inga underarter finns listade i Catalogue of Life.